# Mount Menzies
Mount Menzies är ett berg i Antarktis. Det ligger i Östantarktis. Australien gör anspråk på området. Toppen på Mount Menzies är 3 315 meter över havet.
Terrängen runt Mount Menzies är platt åt nordost, men åt sydväst är den kuperad. Mount Menzies är den högsta punkten i trakten. Trakten är obefolkad. Det finns inga samhällen i närheten. 